# Flughafen Pico

i7
i11
i13
Der Flughafen Pico (Portugiesisch „Aeroporto da ilha do Pico“, IATA-Code: PIX, ICAO-Code: LPPI) ist ein Regionalflughafen auf der portugiesischen Azoreninsel Pico. TAP Portugal und SATA Air Açores fliegen seit 2005 im Liniendienst nach Ponta Delgada, Terceira und Lissabon.

## Geschichte
Der 1982 eröffnete Flugplatz wurde im Jahr 2004 grundlegend renoviert, die Start- und Landebahn 09/27 wurde asphaltiert und auf 1760 Meter verlängert und ein neues Terminal sowie ein neuer Tower und eine Feuerwache errichtet. Das Nationale Institut für Zivilluftfahrt (INAC) hatte am 30. Dezember 2004 die Flughafengenehmigung erteilt, doch erst Monate später, am 21. April 2005, fand der erste kommerzielle Flug durch TAP Portugal am Tage statt. Die ersten Nachtflüge unter Sichtflugbedingungen fanden nach weiterem Ausbau der Befeuerung 2009 statt. Am 28. Juni 2010 wurde die neue Frachtlagerhalle eingeweiht. Die Installation eines ILS-Anflugsystems erfolgte 2011.
SATA Aeródromos wurde im Jahr 2005 als Tochtergesellschaft der Grupo SATA gegründet und ist die Betreibergesellschaft der Flugplätze auf den Azoren.